# R2BEAT
『R2Beat』（アールツービート、朝: 알투비트）は、株式会社ゲームオンが運営するPC対応オンラインゲーム。
インラインスケートを履いたキャラクターがリズムに合わせて障害物をクリアしながら競争するゲーム。レーシングと音楽ゲームが融合したようなゲームスタイルである。2006年10月5日に日本でのサービス開始。基本プレイ料金は無料（アイテム課金制）。
運営会社がゲームオンに変更されてから、更新はほとんどされていない。ゲーム楽曲は2008年6月26日を境に更新が停止し（2009年5月ごろ楽曲の追加有）、ガチャコレは同年11月12日で閉鎖し終了。日本でのサービスも2009年9月9日で休止した。その後、2023年3月1日にサービスを再開した。なお、この記事では、R2Beat Globalについても少し解説する。

## 基本システム
矢印キーとctrlキーのみを使用。

## ゲームプレイモード
一人で練習するモード「ひとりで遊ぶ」と他ユーザーとの対戦モード「みんなで遊ぶ」がある。対戦モードの中には速さを競い合う「スピード戦」とアイテムを駆使しレースを展開する「アイテム戦」がある。それぞれ個々で戦う「シングル」とチームで戦う「チーム」を選べるようになっている。
2007年10月23日より、新ゲームモード｢リレー戦｣が追加。

## レベル
対戦を終えると一曲ごとに経験値を得ることができ、一定以上の値を超えるとレベルが上がる。
レベルは1から30まで(R2Beat Globalは1から99?まで) 存在する。
以下はGlobal以外でのレベルアップ表である。必要な経験値の値は次の通りになる。
| レベル | 必要経験値 |
| ------ | ---------- |
| 1      | 1,000      |
| 2      | 10,000     |
| 3      | 20,000     |
| 4      | 30,000     |
| 5      | 40,000     |
| 6      | 50,000     |
| 7      | 70,000     |
| 8      | 90,000     |
| 9      | 110,000    |
| 10     | 130,000    |

| レベル | 必要経験値 |
| ------ | ---------- |
| 11     | 260,000    |
| 12     | 390,000    |
| 13     | 520,000    |
| 14     | 650,000    |
| 15     | 910,000    |
| 16     | 1,170,000  |
| 17     | 1,430,000  |
| 18     | 1,690,000  |
| 19     | 1,990,000  |
| 20     | 2,290,000  |

| レベル | 必要経験値    |
| ------ | ------------- |
| 21     | 4,580,000     |
| 22     | 9,160,000     |
| 23     | 18,320,000    |
| 24     | 36,640,000    |
| 25     | 73,280,000    |
| 26     | 146,560,000   |
| 27     | 293,120,000   |
| 28     | 586,240,000   |
| 29     | 1,172,480,000 |
| 30     | 2,344,960,000 |

※日本版R2Beatで確認されていた最高レベルは24である。25以降は実際どれだけ必要なのかは判明していないが、経験値推移の規則性からおそらく25レベル以上になるには表記の経験値が必要だと考えられる。
※なお、再度ことわっておくが、R2Beat Globalはまったく違う経験値テーブルが適用される(この通りにレベルは上がらない)。

## 楽曲
このゲームの楽曲には、レベル0.5からレベル8.0まで0.5刻みに16段階の難易度が設定されている。
その中でレベル0.5〜3.5の曲は『星曲』、レベル4.0〜レベル6.5の曲は『月曲』、レベル7.0〜8.0の曲は『太陽曲』と呼ばれ
それぞれ対応する下記のライセンスを取得していなければその楽曲で遊ぶことはできない。
※R2Beat Globalでは現在太陽曲が実装されておらず、0.5〜6.5の星月曲がメインとなる。また、Globalではなぜかレベル刻みが0.5〜10.0の20段階になっているが、高難易度曲がどういう仕様になるかはまだ判明していない。
| 0.5          | 1.0          | 1.5          | 2.0          | 2.5          | 3.0          | 3.5          | 4.0       | 4.5       | 5.0       | 5.5       | 6.0       | 6.5       | 7.0         | 7.5         | 8.0         |
| 普通に遊べる | 普通に遊べる | 普通に遊べる | 普通に遊べる | 普通に遊べる | 普通に遊べる | 普通に遊べる | 月LICENSE | 月LICENSE | 月LICENSE | 月LICENSE | 月LICENSE | 月LICENSE | 太陽LICENSE | 太陽LICENSE | 太陽LICENSE |

## ライセンスとチャンネル
「みんなで遊ぶ」モードには「星」「フリーチャンネル」「月」「太陽」の四つのチャンネルがあり、それぞれチャンネルに入って遊ぶために必要な条件がある。
- 星チャンネル … LV10以内のプレイヤーのみ
- フリーチャンネル … チュートリアルクリア後、誰でも入場可能
- 月チャンネル … ミッション「月チャンネルライセンス」のクリア者のみ
- 太陽チャンネル … ミッション「太陽チャンネルライセンス」のクリア者のみ

上に記したように、月・太陽チャンネルで遊ぶためには「ライセンスミッション」をクリアしなければならない。これらをクリアすると、自分のライセンスが更新されて「星→月→太陽」と新しいライセンスに変わる。ゲームを始めて最初に持っているライセンスは星である。

## R2Beat Globalにおけるライセンスとチャンネルの扱い
R2beat Globalではライセンスとチャンネルの仕様が他と異なる(区切られた一まとまりは、レベルアップでライセンス階級があがる)。
- Rookie チャンネル･･･Lv,(1〜10)内のプレーヤーのみ ☆2レベルまでの曲がプレイ可能　（ライセンスマークは黄緑色の星）
- Rookie Star チャンネル･･･Lv,(11〜20)内のプレーヤーのみ ☆3.5レベルまでの曲がプレイ可能　(ライセンスマークは薄い黄色の星）※1
- Star チャンネル･･･Lv,(21〜30)内のプレーヤーのみ ☆3.5レベルまでの曲がプレイ可能 (ライセンスマークは黄色の星)※1
- RookieMoon チャンネル･･･Lv,(31〜40)内のプレーヤーのみ ☆5.0レベルまでの曲がプレイ可能 (ライセンスマークは水色の月)
- Moon チャンネル･･･Lv,(41〜50)内のプレーヤーのみ ☆6.5レベルまでの曲がプレイ可能 (ライセンスマークは青色の月)
- Rookie Sun チャンネル･･･Lv,(60〜?)内のプレーヤーのみ ※2
- Sun チャンネル･･･ Lv,(?〜?)内のプレーヤーのみ ※2
- Free チャンネル･･･ 誰でも入ることが可能。注意（Freeだが、ライセンスの種類を選んで部屋を建てることになっている。選べる種類はルームマスターの習得ライセンスによる。ライセンスを満たしていない部屋へは入ることができない。選んだライセンスに見合うレベルの曲しか選曲もできない。)

※1については、Rookie no Rookieどちらも同じレベルまでの曲がプレイ可能なため遊べる曲に差はないが、ライセンスごとのチャンネルは別扱いになっており入ることはできない。
※2についてはR2BEAT Global はまだbeta版という事もあり、前述の通り太陽レベルは実装されていない(曲が1つも無い)。
Freeチャンネル以外のライセンスチャンネルには、現在自分が該当しているライセンスのチャンネルへしか入れない。自分のライセンス or FREE のため注意が必要。
注)Globalはライセンスミッションが受けられるレベルまで達していて、ライセンスミッションをクリアしていなければ、経験値取得が止まるので注意が必要である。

## ミッション
ミッションに挑戦するためには、一定以上のレベルに達していなければならない。ミッションとそれに必要なレベルは次の通り。なお、この章は日本版のデータであり、他のところではミッションが若干異なる可能性がある。また、パズルミッションと呼ばれるスロットで簡単な指令みたいものを受注、遂行するミッションがある場所も存在する(それをクリアすると若干のボーナスがもらえる。1日に数回まで受けることが出来る)。
| ミッション名                   | 必要レベル | 追記                                                                           |
| ------------------------------ | ---------- | ------------------------------------------------------------------------------ |
| 頑張ってみよう！チュートリアル | 0以上      |                                                                                |
| ワイマール学院へようこそ！     | 0以上      | 森のくまさん(★0.5)カウントダウン5秒以内クリア                                  |
| マリーのお手伝い               | 0以上      | アルプス一万尺(★0.5)最低40コンボ必要                                           |
| お邪魔ゴリラジャイロ           | 0以上      | ねこふんじゃった(★0.5)カウントダウン5秒以内クリア                              |
| クラス対抗R2BEAT大会！         | 0以上      | 曲はランダム5つ中(★0.5~2)カウントダウン5秒以内クリア                           |
| リズム感対決                   | 3以上      | 専用曲。カウントダウン5秒以内クリア                                            |
| キングとの決戦                 | 5以上      | 専用曲。勝利or引き分け                                                         |
| 幸運のクローバー               | 7以上      | 君にキスしていいの？(★3.0) 勝利or引き分け                                      |
| 月ライセンス                   | 10以上     | 彼は最高のDJ 2(★4.0) 勝利or引き分け なおこの時月曲は遊べないので事前練習は不可 |
| マリーの贈り物                 | 11以上     | NICE DAY(★6.0) 3秒以内クリア                                                   |
| キングとの決戦２               | 13以上     | ZEEBRA(★5.0) 勝利(アイテム戦)                                                  |
| 太陽ライセンス                 | 16以上     | マキシマム・リスク(★6.5) 判定94％以上クリア                                    |